# John Howard (militär)
Major John Howard, född 8 december 1912 i London, död 5 maj 1999 i Surrey, England, var en brittisk officer som ledde attacken mot "Pegasus Bridge" i Normandie 6 juni 1944.
Ledde det första allierade förbandet som landade i Normandie med gliders/ glidflygplan vid den så kallade Pegasus bridge på D-dagen. De lyckades ta sina objekt med mycket små förluster och utan att tyskarna hann spränga broarna trots att dessa var förberedda för sprängning. Tyskarna hade dock inte placerat något sprängmedel än.